# Chlamydogramme hollrungii
Chlamydogramme hollrungii là một loài thực vật có mạch trong họ Dryopteridaceae. Loài này được (Kuhn) Holttum miêu tả khoa học đầu tiên năm 1986.